# نيكولا باريسر
نيكولا باريسر فنان في فيلم اليس و مار في سينما ا ب س في تولوز ولد في 29 سبتمبر 1974 في باريس بلغ من العمر 48 سنة
فرنسي الجنسية قام بفيلم الجمهورية و لعبة الكبيرة و اليس و الحاكم
- 2009 : الجمهورية (فيلم قصير) عن نفسه : أول
- 2011 : عاشق ضوء القمر (فيلم قصير) للمخرج جيلهيم أميسلاند : الرجل في المقهى
- 2012 : ضربة المعدة (فيلم قصير) للوسي بورليتو
- 2012 : الدم الآخر (فيلم قصير) لفرانسوا تشيرنيا وفرانسوا فاكاريساس : الملياردير
- 2013 : أجيت بوب (فيلم قصير) عن نفسه : الرجل ذو الذراع المضمدة
- 2014 : Les Petits cailloux (فيلم قصير) للمخرجة كلوي مازلو : الطبيب